# استان پونی
پونی (Poni) یکی از ۴۵ استان کشور بورکینافاسو است.